# 日山
日山（ひやま）は、福島県二本松市と葛尾村、浪江町の境界にそびえる山。別名・天王山。標高1,054m。うつくしま百名山に選定されている。以前は富士山が撮影できる北限とされていた。

## 概要
日山は阿武隈高地の中では大滝根山に次ぐ第2位の標高をもつ山である。もともとは桧山あるいは天王山と称していたが1649年（慶安2年）の大洪水の際に二本松藩主・丹羽光重が山頂の神社で日祭の大祈祷をして以来、日山と呼ぶようになったという。山頂にある日山神社には、麓の田沢、茂原、葛尾の3地区の社がそれぞれの地区の方向を向いて建っており、毎年10月には三匹獅子舞が奉納されている。また、山頂はヤマツツジの名所としても知られ、5月下旬~6月上旬にはヤマツツジの花が満開を迎えて山頂は真っ赤に染まる。以前より富士山の見える山であると言われてきたが、2000年（平成12年）に日山山頂から富士山が撮影され、「富士山の見える最北の山」という称号を得た。しかし、その後、日山の北西約5kmに位置する麓山（羽山）からも富士山が撮影され、その称号は麓山（羽山）に譲ることとなった。(その麓山も2016年に花塚山に富士山撮影北限を譲っている）
なお、日山山麓には牧場のほか、キャンプ場やバーベキュー施設、パークゴルフ場等が設置されており、登山以外の観光客も楽しめるようになっている。

## 登山
登山口は6つあるが、代表的なのは二本松市の山麓にある田沢登山口と茂原登山口である。田沢登山口からは牧場を経由して40分で、茂原登山口からは胎内岩を経由して約1時間30分で山頂へ到着する。両登山口ともに登り口付近に20~30台駐車可能の駐車場が整備されている。

## ギャラリー

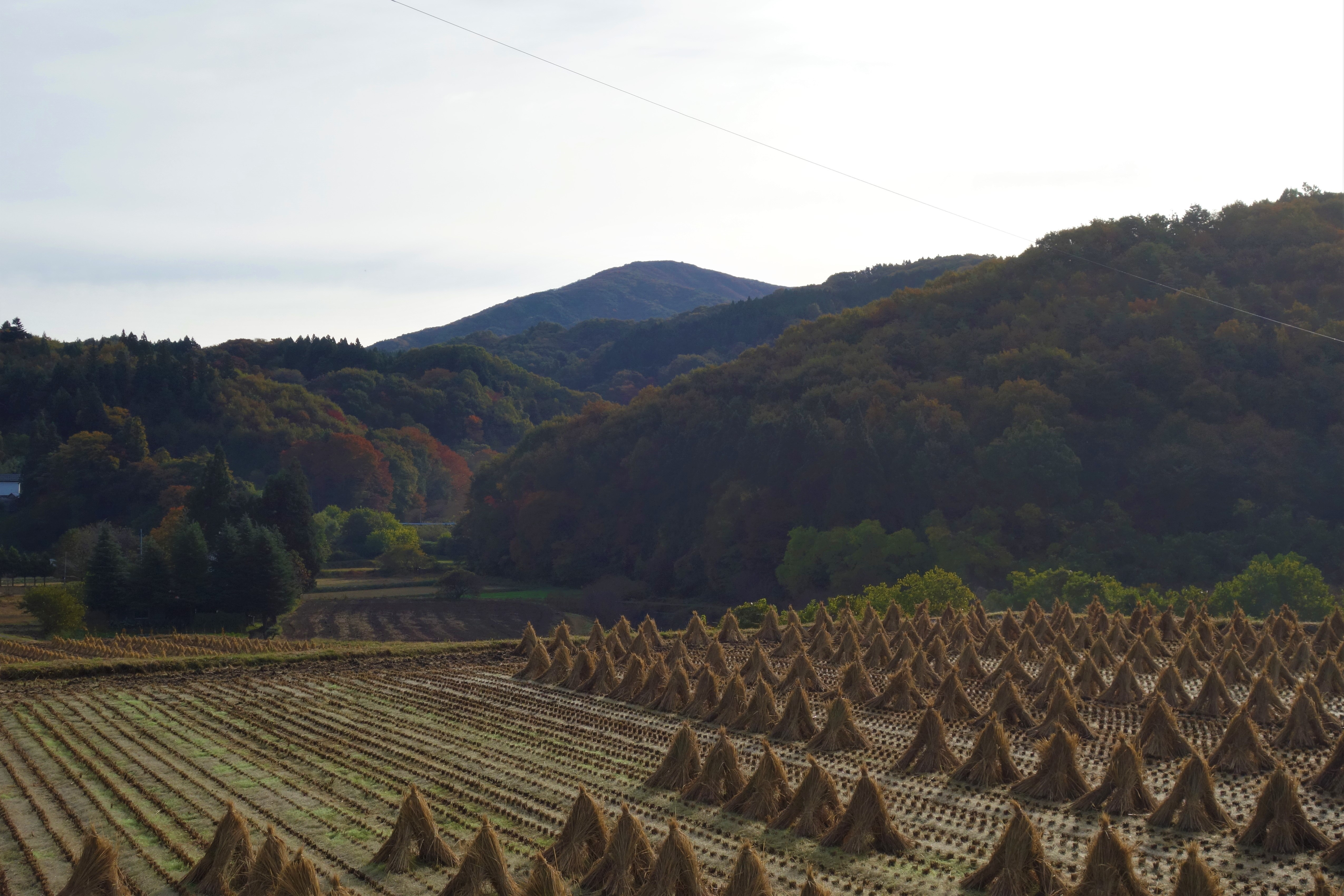
麓から見た日山
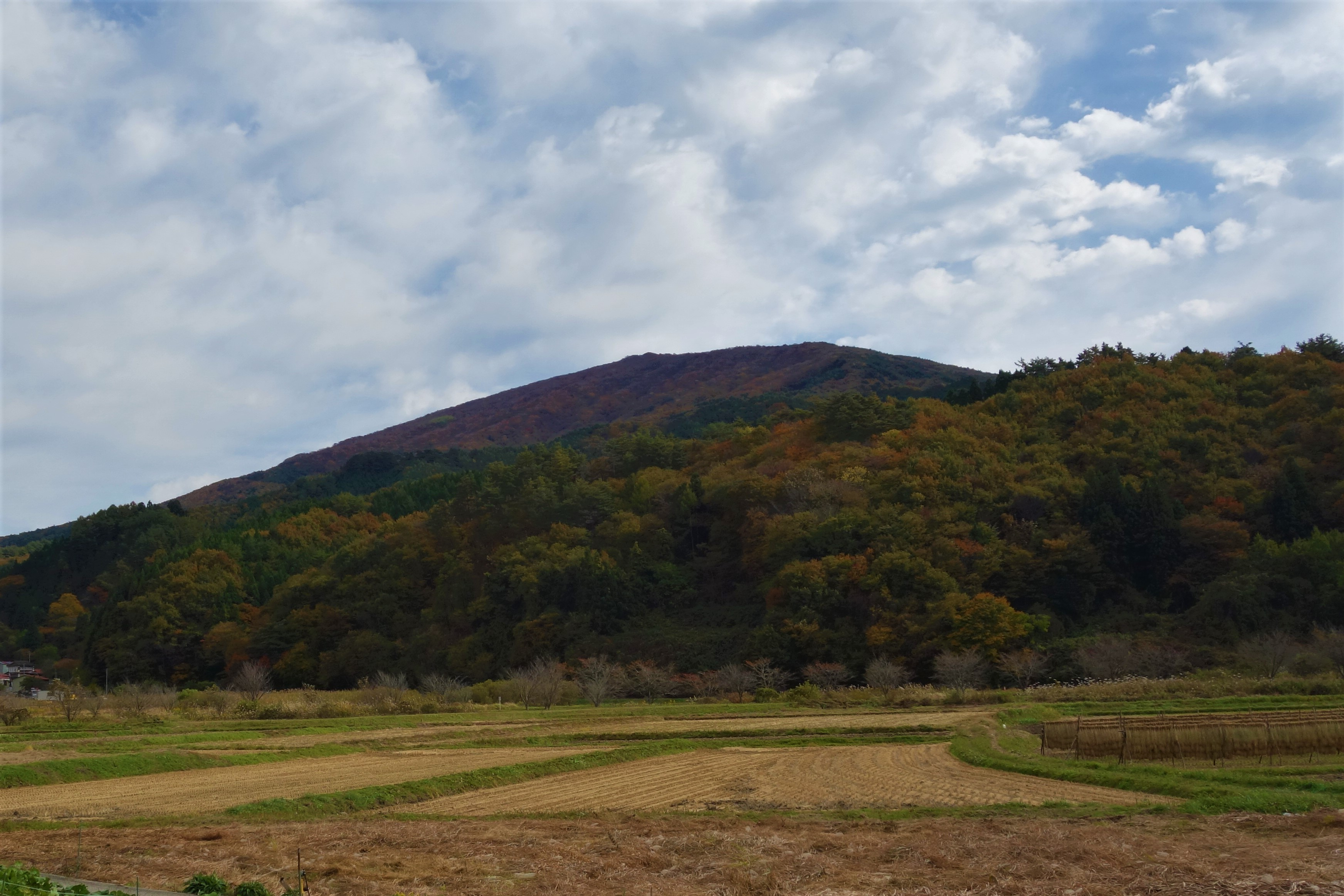
田沢集落からの日山
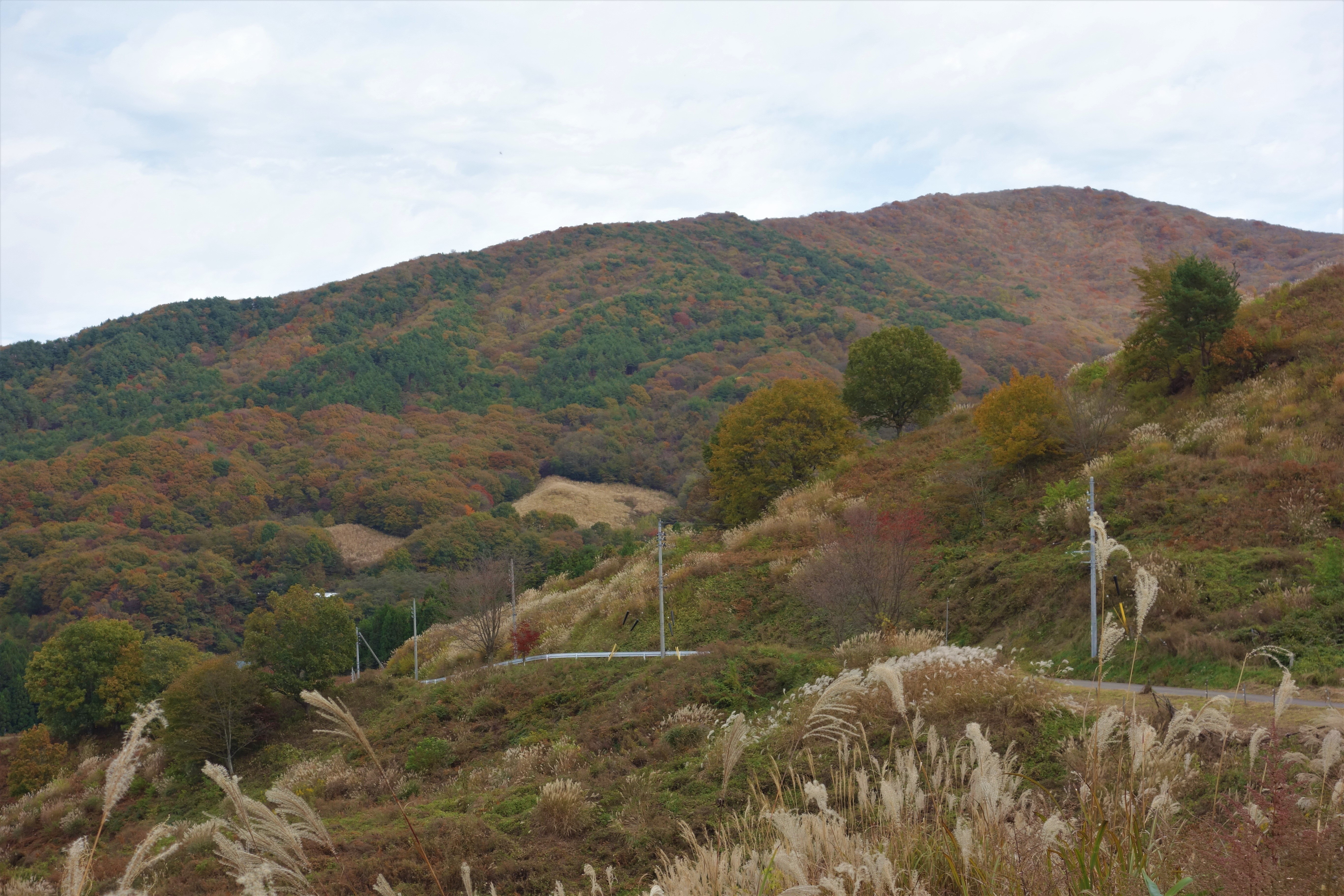
日山キャンプ場からの日山
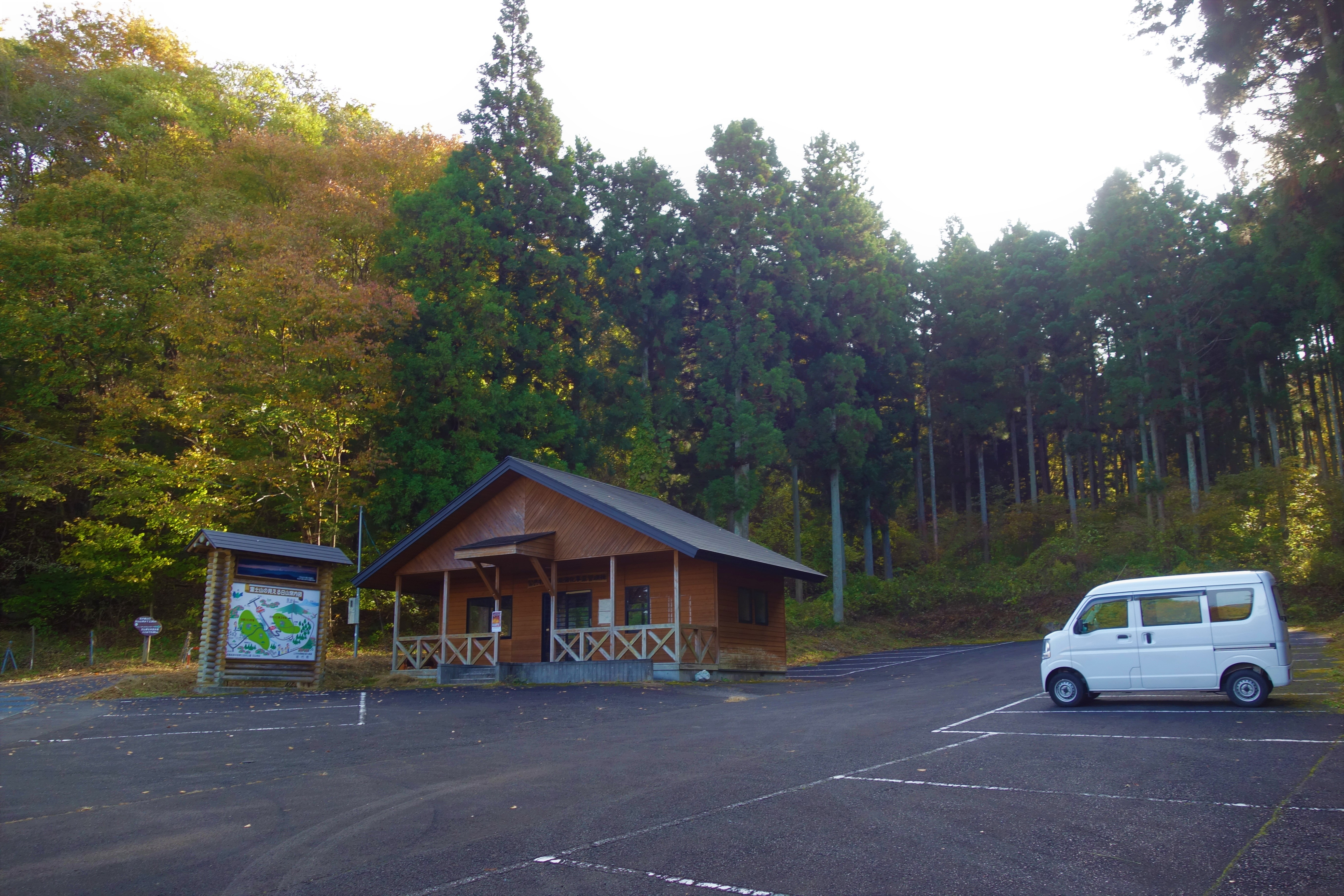
田沢登山口
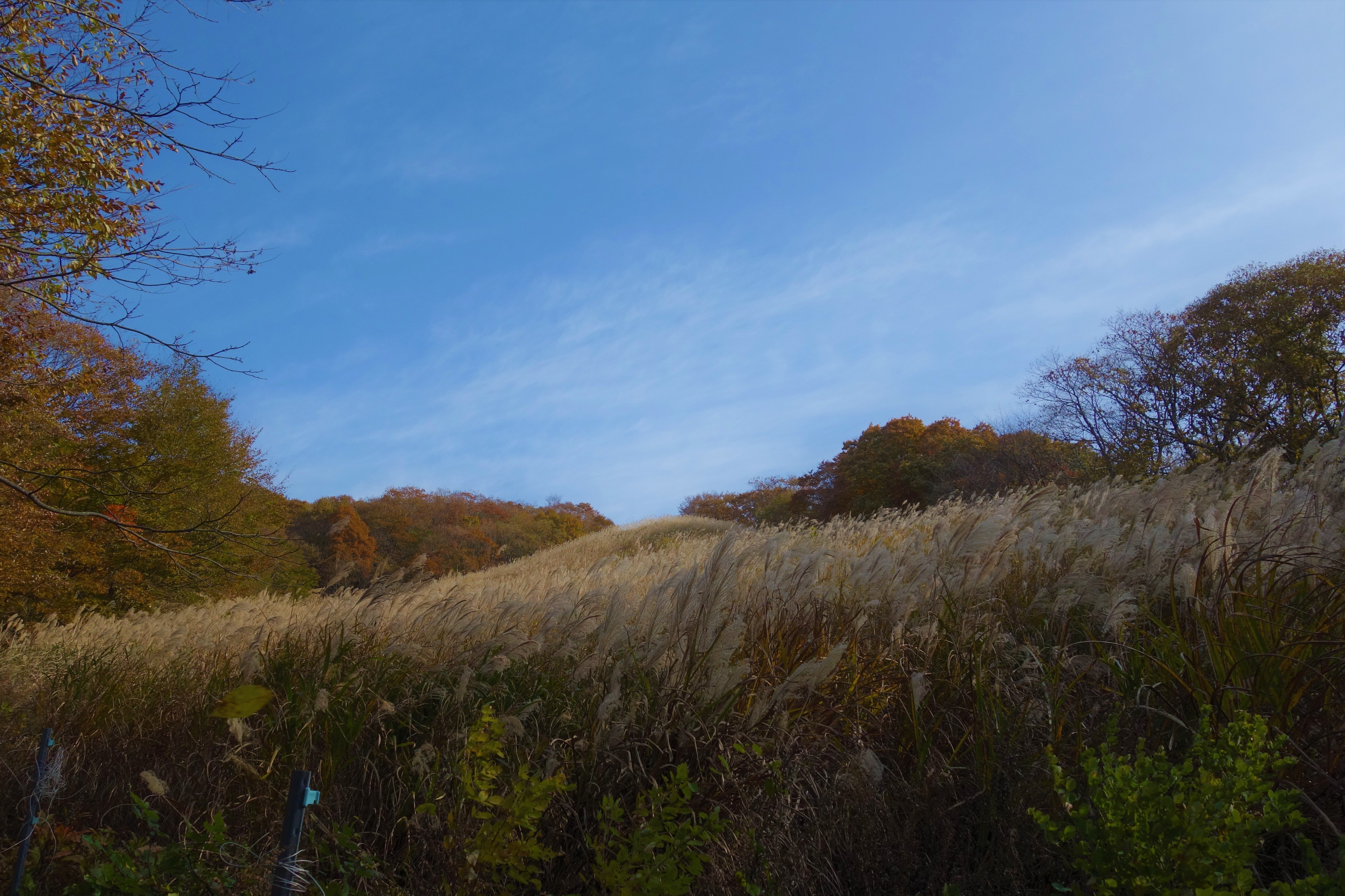
登山道脇のススキ
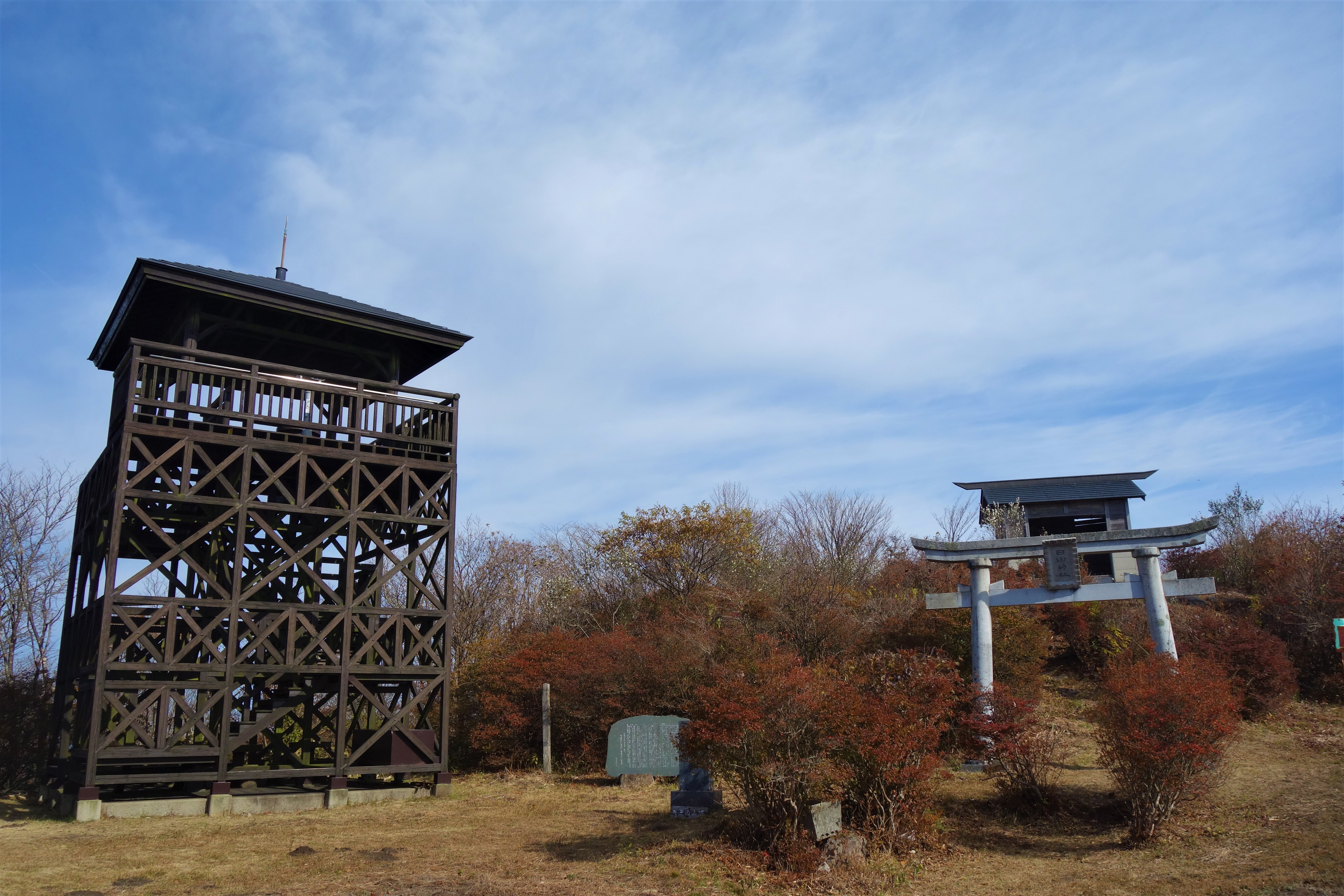
山頂展望台と日山神社
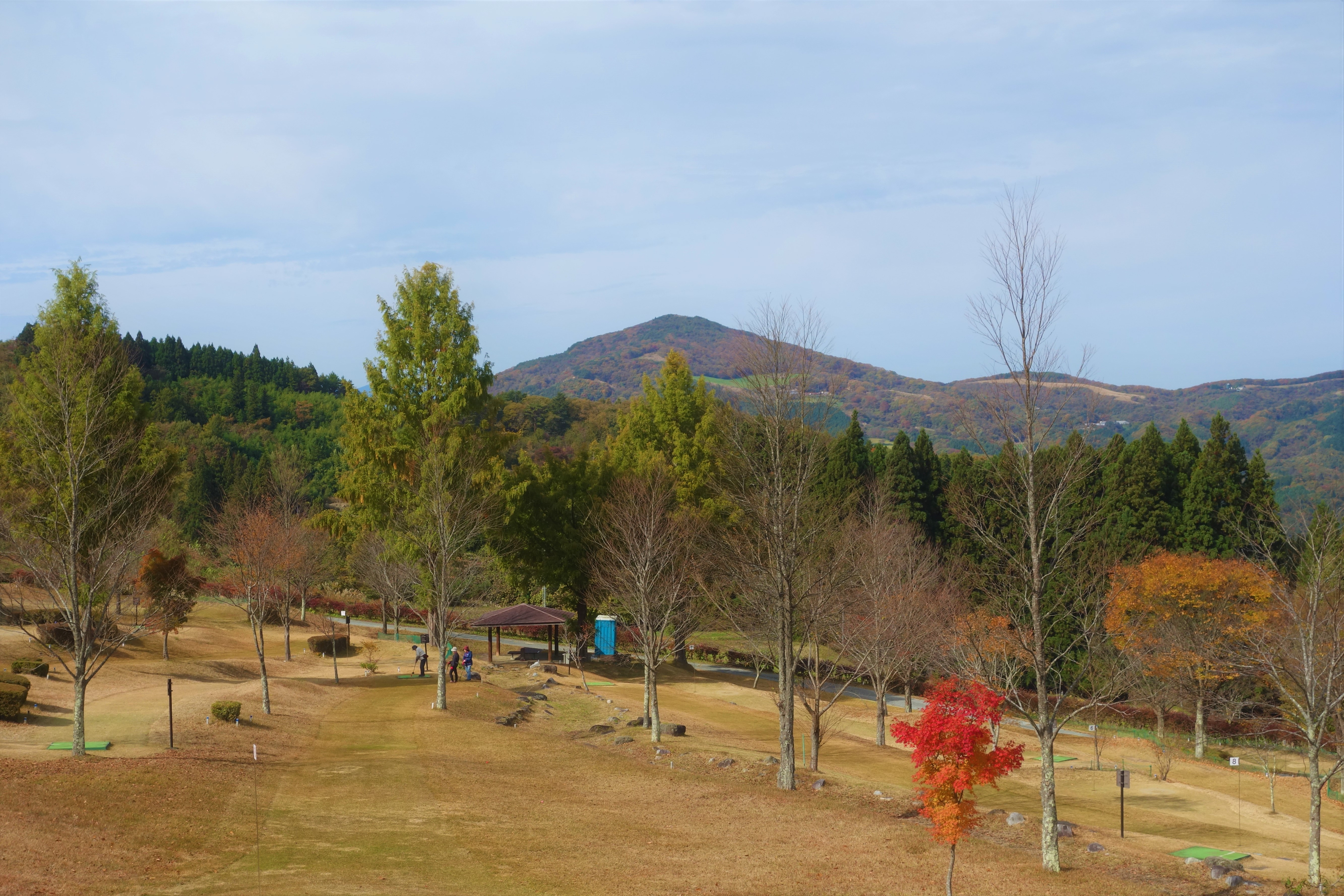
日山パークゴルフ場からの麓山
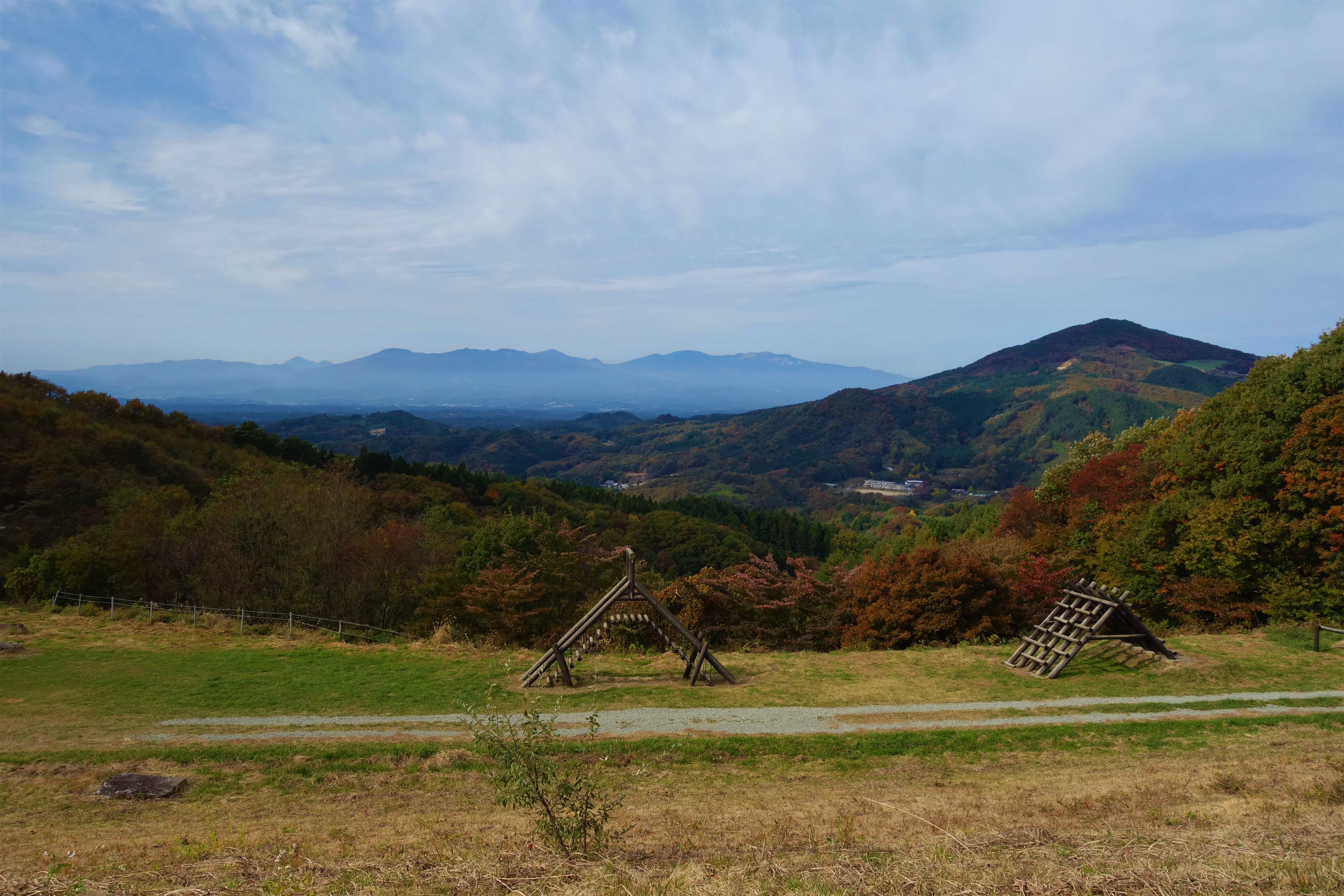
日山キャンプ場から吾妻連峰と麓山